# Fruticetum

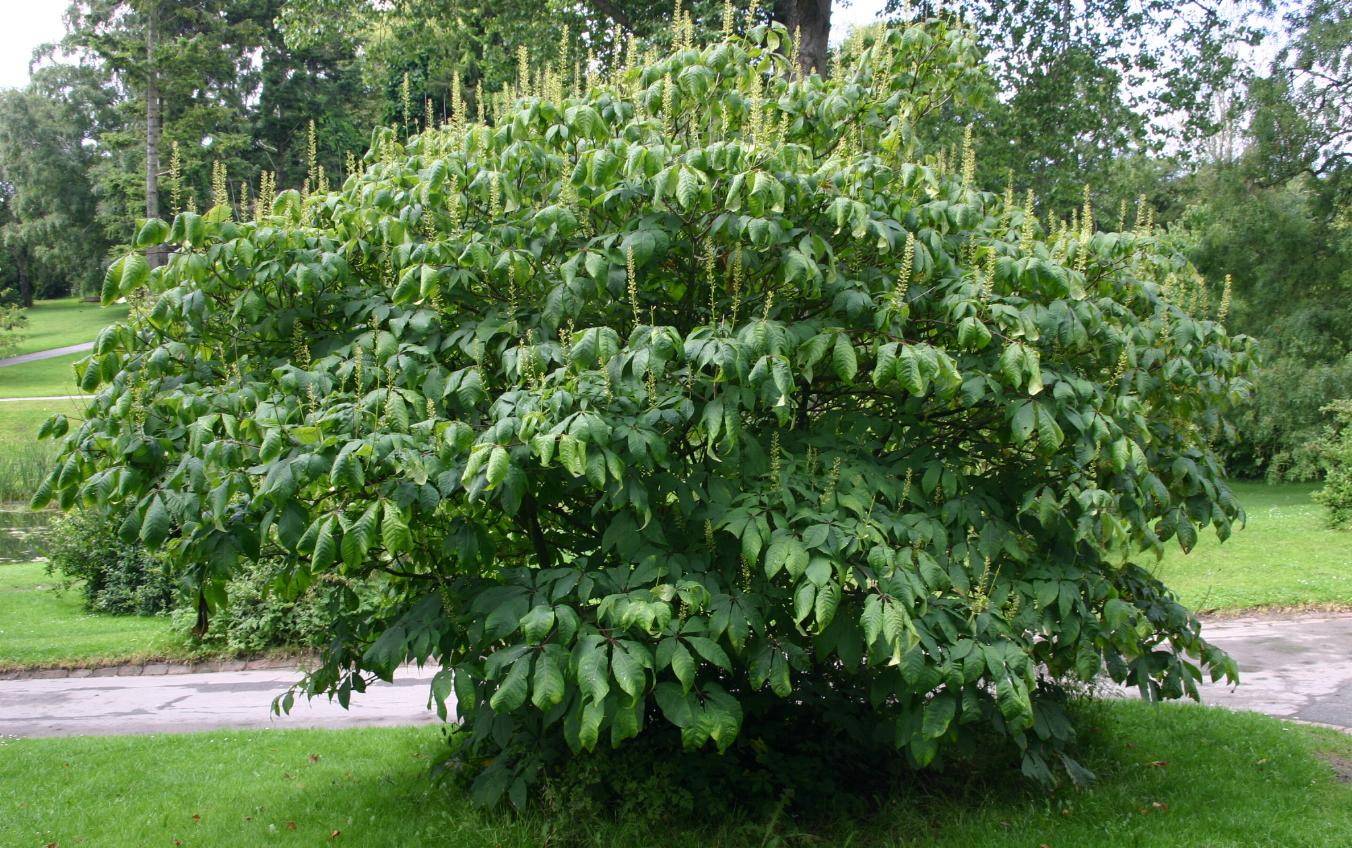
Aesculus parviflora, un arbuste

Un fruticetum ou jardin des arbustes est un jardin botanique spécialisé dans la présentation d'arbustes, espèces ligneuses possédant une hauteur inférieure à 7 mètres.

## Caractéristiques
La plantation d'un fruticetum est d’ordinaire un ensemble de collections d’arbustes plantés selon des rangs. C’est le cas à l’Arboretum national des Barres et au Potager du roi, à Versailles.